# Filippo I d'Assia
Filippo I d'Assia, detto der Großmütige (Il Magnanimo) (Marburgo, 13 novembre 1504 – Kassel, 31 marzo 1567), fu langravio d'Assia, importante esponente della Riforma protestante ed una delle più importanti figure del Rinascimento tedesco.

## Biografia

### Primi anni e adesione al Protestantesimo
Figlio di Guglielmo II d'Assia, e della sua seconda moglie Anna di Meclemburgo-Schwerin, perse il padre a soli cinque anni. Nel 1514 la madre, dopo una lunga serie di lotte intestine alla casata d'Assia, riuscì a farsi nominare reggente per il figlio fino al raggiungimento della sua maggiore età; poiché, tuttavia, le polemiche sulla reggenza perduravano, venne dichiarato maggiorenne nel 1518 a soli 14 anni e l'anno successivo iniziò ad esercitare autonomamente il suo potere. La sua educazione era stata piuttosto imperfetta, e soprattutto era stata trascurata la sua formazione morale e religiosa, ma dimostrò rapidamente doti di statista che gli valsero il riconoscimento della sua autorità come governante.
Nel 1521 Filippo incontrò per la prima volta Martin Lutero alla dieta di Worms e ne divenne un fervente seguace, nonostante dimostrasse scarsi interessi per le questioni religiose. Nel 1524 aderì formalmente alla Riforma protestante dopo il suo incontro con Filippo Melantone e partecipò alla guerra dei contadini tedeschi per sconfiggere Thomas Müntzer nella battaglia di Frankenhausen.
Dopo essersi rifiutato di aderire nel 1525 alla lega anti-luterana costituita per volere del duca Giorgio di Sassonia, si alleò con l'elettore di Sassonia Giovanni, con cui firmò un patto di alleanza a Gotha il 27 febbraio 1526, dimostrando così la sua volontà di organizzare delle contromosse a protezione del potere dei principi luterani. Unendo i suoi interessi religiosi con quelli politici, si adoperò per impedire, nello stesso anno, l'elezione alla corona del Sacro Romano Impero dell'arciduca Ferdinando d'Asburgo. Alla dieta di Spira, manifestò pubblicamente la sua adesione alla Riforma protestante permettendo ai predicatori riformati di parlare pubblicamente in favore del loro credo e cancellando dal rituale della dieta ogni riferimento alla religione cattolica.

### Introduzione della Riforma in Assia
Nonostante il movimento della Riforma non fosse così forte in Assia, Filippo si adoperò per ristrutturare l'organizzazione ecclesiastica dei suoi domini secondo i principi della Riforma protestante. In ciò fu supportato non solo dal suo cancelliere, l'umanista Feige di Lichtenau, ma anche dal suo cappellano Adam Krafft e dall'ex frate francescano François Lambert d'Avignone, deciso avversario del cattolicesimo. Dopo aver adottato tutti i principi del luteranesimo, Filippo ordinò la dissoluzione di tutti i monasteri e le fondazioni religiose cattoliche, devolvendone le proprietà in beneficenza o utilizzandone i proventi per costruire nuovi istituti scolastici. Nell'estate del 1527, sorse per suo volere l'Università di Marburgo, che, come già l'Università di Wittenberg, divenne una scuola di teologia protestante.
Il suocero di Filippo, il duca Giorgio di Sassonia e i vescovi di Würzburg e Magonza, cercarono di allearsi per contrastare il diffondersi della nuova eresia, ma Filippo era già consapevole dell'esistenza di una lega di principi cattolici, grazie alle rivelazioni dategli da un avventuriero di nome Otto von Pack, il quale aveva prestato servizio per conto del duca di Sassonia in importanti missioni. Egli testimoniò di un incontro avvenuto a Breslavia tra l'arciduca Ferdinando ed altri principi cattolici per organizzare la conquista dell'Ungheria e sferrare un duro attacco ai principi luterani. Come contromisura Filippo incontrò il 9 marzo 1528 a Weimar l'elettore Giovanni di Sassonia, con il quale decise di formare a sua volta una lega di principi protestanti, per proteggere i propri territori da invasioni e razzie.
Tanto Lutero quanto il cancelliere dell'elettore, Brück, benché convinti dell'esistenza della cospirazione anti-luterana, consigliarono a Filippo di non intervenire con un'azione offensiva. Le autorità imperiali a Spira proibirono qualunque violazione dello stato di pace mentre, dopo lunghi negoziati, Filippo riuscì ad ottenere che le spese per il suo armamento venissero pagate dalle diocesi di Würzburg e Magonza e dall'arcidiocesi di Bamberga. Il vescovo di Magonza venne inoltre obbligato a riconoscere la validità della giurisdizione ecclesiastica nei territori assiani e sassoni, fintantoché l'imperatore o un concilio cristiano avesse deciso il contrario.
Le condizioni delle trattative furono comunque molto sfavorevoli per Filippo I, il quale avrebbe potuto facilmente essere accusato di disturbare la pace dell'impero, tanto che alla seconda dieta di Spira, nella primavera del 1529, egli venne pubblicamente ignorato dall'imperatore Carlo V. Ciononostante egli giocò un ruolo attivo nell'unire i rappresentanti protestanti e nel preparare la famosa protesta di Spira; prima di lasciare la città egli riuscì, il 22 aprile 1529, a creare un accordo segreto tra la Sassonia, l'Assia e le città di Norimberga, Strasburgo e Ulma.

### Sospetti di Zwinglismo

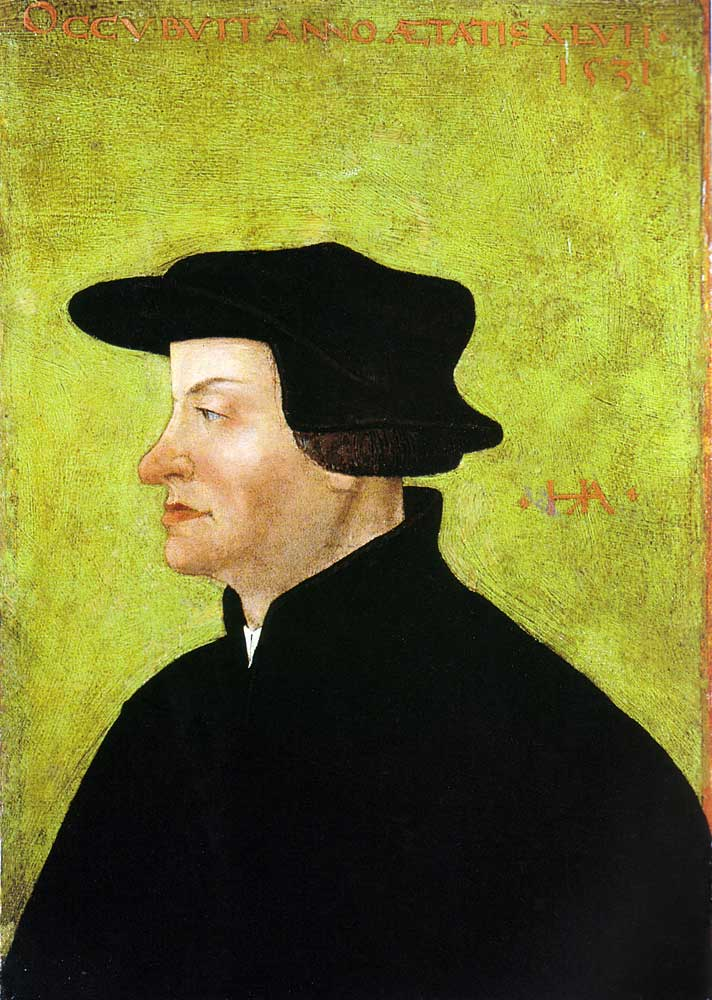
Ritratto di Ulrico Zwingli, di Hans Asper

Filippo era particolarmente ansioso di evitare delle divisioni sul tema dell'Eucaristia; per questo motivo egli invitò in Germania Ulrico Zwingli, preparando così il terreno per quello che passò alla storia come il colloquio di Marburgo, ossia un incontro tra Lutero e Zwingli sul tema della presenza di Cristo nell'Eucaristia. Benché l'atteggiamento dei teologi di Wittenberg frustrò i suoi tentativi di creare delle relazioni armoniose, e nonostante la situazione fosse ulteriormente complicata dalla posizione del margravio Giorgio di Brandeburgo-Ansbach, che desiderava una fede uniforme ed un ordinamento ecclesiastico unico, Filippo I riteneva che le divergenze tra gli studiosi di Strasburgo ed i seguaci di Lutero nelle loro teorie sui sacramenti ammettessero degli aggiustamenti.
Come conseguenza della sua azione diplomatica, Filippo venne sospettato di tendenze zwingliste. Allo stesso tempo, una serie di circostanze lo portarono ad essere molto vicino ai riformisti svizzeri e di Strasburgo; tra le principali cause vi furono i risultati di una conferenza tenutasi il 3 ottobre con l'elettore di Sassonia ed il margravio Giorgio di Schleiz, l'ira dell'imperatore per aver ricevuto da Filippo una dichiarazione contenente i principi del protestantesimo, composta da Lambert, nonché il fallimento del langravio nel riuscire a formare una linea d'azione comune delle potenze protestanti con riguardo all'imminente guerra contro i turchi.
Filippo aderì prontamente al progetto di Zwingli di creare una grande alleanza protestante che si estendesse dall'Adriatico alla Danimarca, per tenere sotto controllo il potere dell'imperatore in Germania. Questa sua posizione determinò però un raffreddarsi dei suoi rapporti con i seguaci di Lutero alla dieta di Augusta del 1530, specialmente quando propose a Melantone la sua politica di pace e fece pressioni sugli astanti affinché tutti i protestanti formassero un fronte comune per richiedere che solo un concilio generale potesse decidere in materia di differenze religiose. Queste sue convinzioni gli valsero il sospetto di aderire allo zwinglismo e Filippo I si trovò quindi a dover spiegare chiaramente la sua posizione circa il sacramento dell'Eucaristia, e cioè che egli aderiva pienamente alla dottrina luterana, ma che d'altronde disapprovava la persecuzione del teologo svizzero.
L'intervento dell'imperatore alla dieta pose temporaneamente fine a queste dispute, ma quando Carlo V richiese ai rappresentanti protestanti di prendere parte alla processione del Corpus Domini e che terminassero le prediche luterane nella città, Filippo rifiutò di obbedire. Il langravio d'Assia tentò inutilmente di far approvare un emendamento ai dieci articoli della Confessione augustana; quando però la sua proposta venne ufficialmente respinta, Filippo lasciò la dieta lasciando ai suoi rappresentanti la delega di sostenere la causa protestante. In questo periodo Filippo offrì rifugio a Lutero nei suoi territori ed iniziò a coltivare una stretta relazione con Martin Bucer, la cui capacità di comprensione delle dinamiche politiche glielo rese particolarmente caro, appoggiandolo nel suo tentativo di cercare un compromesso nella controversia sull'Eucaristia.

### Capo della lega di Smalcalda

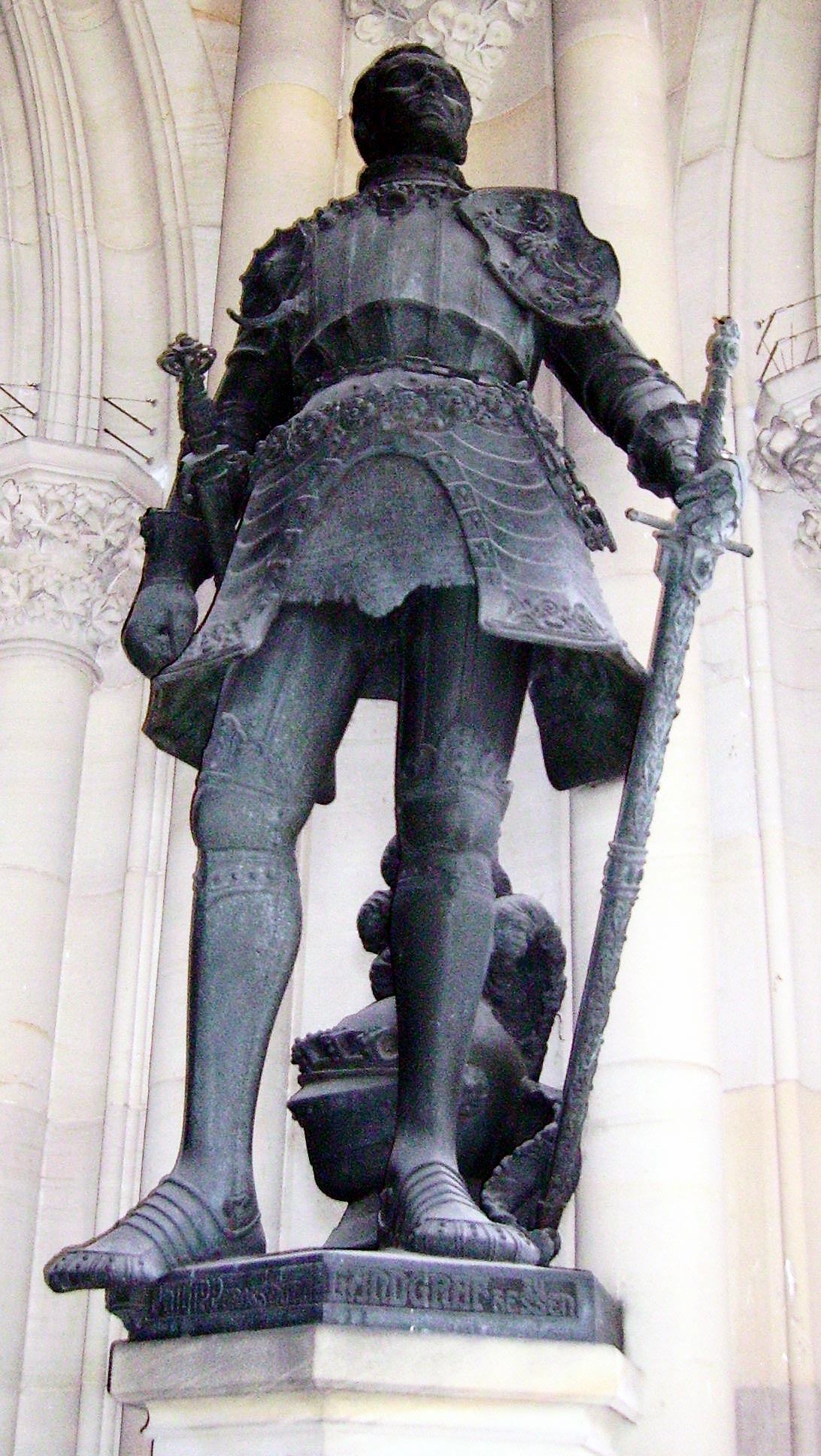
Statua di Filippo I d'Assia nella cattedrale di Spira

Nel 1530 Filippo I d'Assia riuscì a portare a termine il progetto a cui aveva lavorato per lungo termine, ossia assicurare l'adesione delle potenze protestanti alla lega di Smalcalda, nata con lo scopo di proteggere i loro interessi religiosi e secolari dalle interferenze dell'imperatore. Il langravio ed il suo alleato, l'elettore Giovanni Federico I di Sassonia, divennero i leader riconosciuti di questa unione di principi e città tedeschi. Filippo si convinse così che il successo della causa protestante dipendeva dall'indebolimento della casa d'Asburgo, tanto nell'Impero che all'estero.
Per evitare di ingaggiare delle ostilità, Filippo tentò di concludere in termini pacifici i propositi della politica protestante; egli propose un compromesso sul tema delle proprietà confiscate della Chiesa, ma allo stesso tempo era instancabile nel prepararsi ad una nuova guerra, coltivando relazioni diplomatiche con qualunque potentato avesse degli interessi anti-asburgici. Gli accordi di Norimberga del 25 luglio 1532 portarono in ogni caso ad una svolta pacifica della situazione.
Si adoperò strenuamente nel cercare di portare nuovi alleati alla lega contro Carlo V e l'arciduca Ferdinando, che era stato investito del ducato di Wurttemberg; la battaglia di Lauffen (13 maggio 1534), che costò a Ferdinando i possedimenti appena acquisiti, rese il langravio d'Assia il nuovo eroe del giorno, portando la sua vittoria all'attivo della lega di Smalcalda. Negli anni seguenti, la coalizione da lui guidata divenne una delle pedine più importanti della politica europea, grazie soprattutto all'influenza di Filippo, il quale non perse nessuna occasione di perorare la causa protestante. L'alleanza della lega di Smalcalda venne ricercata persino da nazioni come la Francia e l'Inghilterra e si protrasse per circa una decina d'anni, durante i quali nuovi membri vi aderirono.
I conflitti interni alla fazione protestante danneggiavano tuttavia l'avanzamento dei loro interessi comuni: così Bucer, incoraggiato da Filippo I, si impegnò nel portare tutti i protestanti a perorare una causa religiosa comune; il risultato fu l'accordo di Wittenberg. I timori dell'imperatore circa i fini politici della lega di Smalcalda vennero quindi momentaneamente messi da parte, per dare maggior peso alle questioni religiose: un concilio in cui avrebbero dovuto partecipare dei rappresentanti del papa venne cancellato, mentre i protestanti presero delle contromisure affinché le loro ragioni continuassero a venire perorate anche in futuro. Nel biennio 1538-1539 le relazioni tra i cattolici ed i protestanti arrivarono ad un punto critico, tanto che si evitò l'innescarsi di una guerra unicamente grazie alla tregua di Francoforte; i protestanti, però, non riuscirono ad avvalersi di tutte le prerogative loro concesse, principalmente a causa della docilità e malleabilità dimostrate da Filippo I d'Assia.

### Bigamia
Questo inaspettato comportamento di Filippo fu ampiamente condizionato da due fattori: innanzitutto egli era indebolito da una vita licenziosa e la sua relazione coniugale stava per portare l'onta dello scandalo su tutto il movimento protestante. Dopo poche settimane dal suo matrimonio con la malaticcia e poco attraente Cristina di Sassonia, che era sospettata di abusare frequentemente di alcolici, Filippo commise adulterio e, già nel 1526, cominciò a considerare l'ammissibilità della bigamia.
Filippo I d'Assia scrisse quindi a Martin Lutero per chiedergli la sua opinione in merito, portando come precedente la pratica della poligamia tra i patriarchi dell'Antico Testamento. Lutero rispose però che per un cristiano non era sufficiente considerare gli atti dei patriarchi, ma che, come per i patriarchi, era necessaria una speciale sanzione divina. Dal momento che nel caso specifico del langravio questa sanzione non esisteva, Lutero gli raccomandò di non incorrere in un rapporto matrimoniale poligamo, a meno che non vi fossero delle ragioni di estrema necessità, come ad esempio una moglie lebbrosa o comunque anormale sotto altri aspetti. Nonostante la replica poco incoraggiante di Lutero, Filippo non abbandonò il suo progetto, né tantomeno uno stile di vita basato sulla sensualità che, per anni, gli impedì di ricevere la comunione.
Egli fu influenzato dalle opinioni di Melantone circa il caso di Enrico VIII d'Inghilterra: il riformatore aveva infatti proposto che le difficoltà del re venissero risolte prendendo una seconda moglie, piuttosto che divorziando dalla prima. A rafforzare la sua posizione vi erano delle affermazioni di Lutero stesso contenute nei suoi sermoni sulla Genesi, nonché alcuni precedenti storici che provavano che era impossibile che Dio avesse punito i patriarchi, che nel Nuovo Testamento erano considerati come dei modelli di fede. Fu quindi durante un periodo di malattia causato dai suoi eccessi che Filippo prese seriamente la decisione di trovare una seconda moglie.
Questa soluzione sembrò a Filippo I l'unico unguento che potesse curare la sua coscienza, e l'unica speranza di elevamento morale che gli si prospettava. Egli quindi pensò di sposare la figlia di una dama di compagnia di sua sorella, Margarethe von der Saale. Il langravio non aveva scrupoli di nessuna sorte, ma la prescelta non voleva compiere il grande passo a meno che non avesse ricevuto l'approvazione dei teologi, nonché il beneplacito del principe elettore di Sassonia e del duca Maurizio di Sassonia; nel mentre, Filippo ottenne facilmente il consenso della prima moglie. Bucer, fortemente condizionato da argomentazioni politiche, venne vinto dalla minaccia di Filippo I d'Assia di allearsi persino con l'imperatore se non avesse assicurato il consenso dei teologi al matrimonio; gli studiosi di Wittenberg espressero quindi il loro parere favorevole, manipolati con il pretesto della necessità etica di questa soluzione per il langravio.
Fu così che il "consiglio segreto di un confessore" venne estorto sia a Lutero che a Melantone, nessuno dei quali era a conoscenza del fatto che la seconda moglie era già stata scelta. Bucer e Melantone vennero quindi convocati da Filippo I, senza apparente motivo, a Rotenburg an der Fulda, dove, il 4 marzo 1540, Filippo e Margarethe vennero uniti in matrimonio. Il periodo in cui si svolsero queste vicende fu sicuramente poco adatto a sopportare qualunque scandalo concernesse i protestanti, in quanto l'imperatore, che aveva respinto la tregua di Francoforte, era in procinto di invadere la Germania. Poche settimane più tardi, in ogni caso, l'intera vicenda venne resa pubblica dalla sorella di Filippo, Elisabetta, causando un'impressione negativa in tutta l'area tedesca: alcuni alleati del langravio si rifiutarono di continuare a servirlo e Lutero si rifiutò di confermare il proprio coinvolgimento nella questione, con la scusa che il suo era stato un consiglio reso all'interno del confessionale.

### Aperture nei confronti dell'imperatore

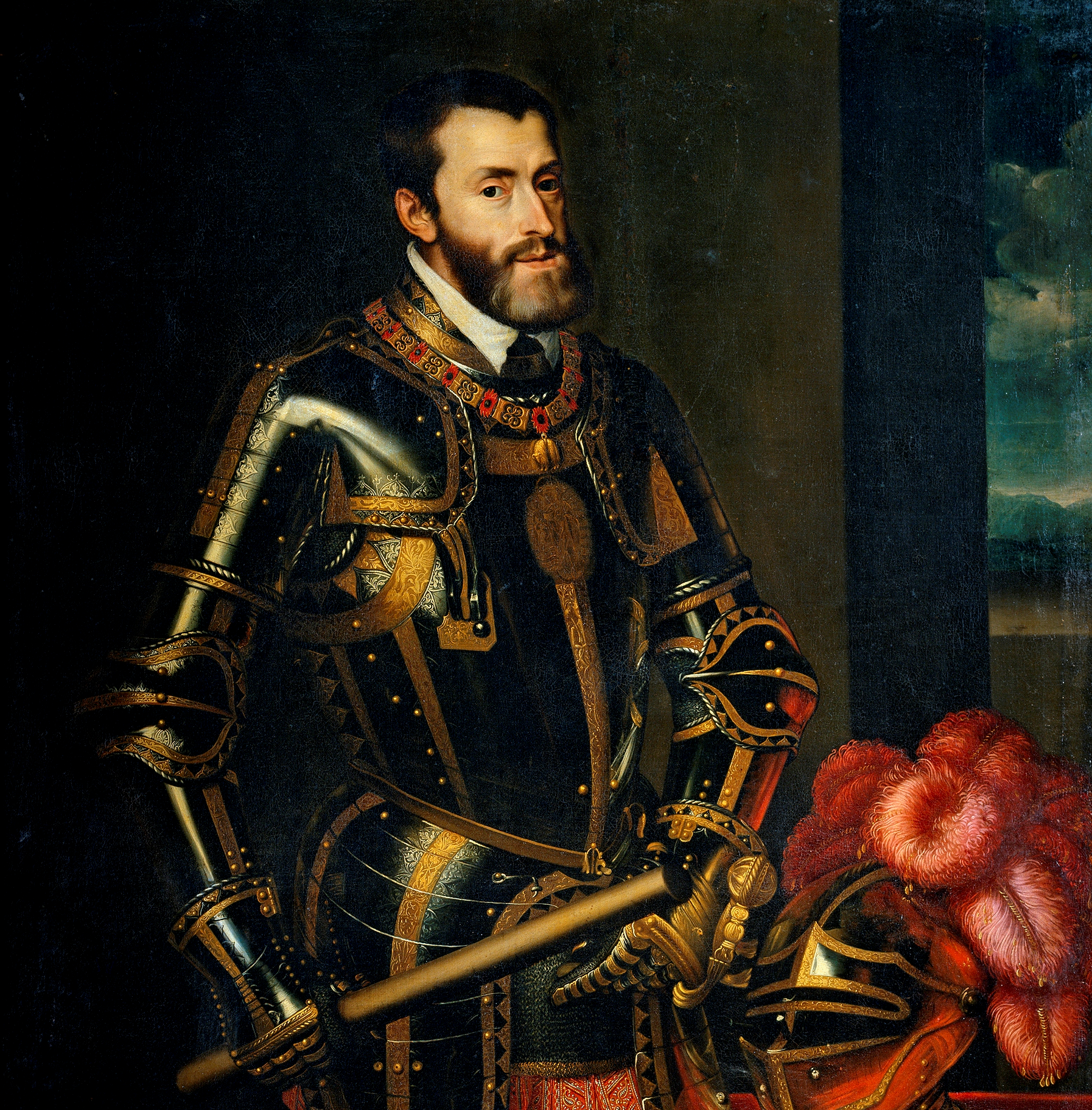
Carlo V in un ritratto di Rubens, copia di un originale di Tiziano

Questo avvenimento influenzò l'intero panorama politico dell'epoca. Persino mentre la questione del matrimonio stava occupando la sua attenzione, Filippo continuò ad impegnarsi per predisporre un piano a lungo termine di riforma della Chiesa nonché per raccogliere attorno a sé tutti i nemici degli Asburgo, anche se, allo stesso tempo, non lasciò intravedere molte speranze di giungere ad un compromesso sulla religione attraverso le vie diplomatiche. Egli era disgustato dalle critiche che gli venivano dirette e temeva che la legge che aveva egli stesso fatto emanare contro l'adulterio potesse venire applicata al suo caso. In questo stato mentale, egli decise di appacificarsi con l'imperatore su termini che non avrebbero comportato la diserzione della causa protestante. Egli si offrì di evitare qualunque alleanza con la Francia e si sarebbe inoltre mostrato neutrale sulla questione dell'acquisizione imperiale del ducato di Kleve; l'imperatore, dal suo canto, avrebbe dovuto perdonarlo per l'opposizione passata e per tutte le violazioni della legge imperiale, benché senza diretta menzione della sua bigamia.
I propositi di Filippo, benché avesse comunque rifiutato di commettere qualunque atto che potesse pregiudicare la causa protestante, furono ben accetti da Carlo V; su proposta di Bucer, il langravio procedette quindi a muovere dei primi concreti passi verso una possibile pace tra cattolici e protestanti. Sicuro del favore imperiale, egli acconsentì a partecipare alla dieta di Ratisbona: qui la sua presenza fu fondamentale nel determinare la piega che avrebbe preso il colloquio, cui parteciparono, per la causa protestante, Melantone, Martin Bucer e Johannes Pistorius il Vecchio. Filippo riuscì anche ad ottenere il permesso imperiale di fondare un'università a Marburgo; in cambio della concessione di un'amnistia, il langravio d'Assia acconsentì di fiancheggiare Carlo V contro tutti i suoi nemici, con l'esclusione del protestantesimo e della lega di Smalcalda, nonché di evitare alleanze con Francia, Inghilterra e ducato di Kleve (e impedire l'entrata di queste potenze nella lega).
L'imperatore Carlo V, dal canto suo, accettò la condizione di non attaccare Filippo I d'Assia nel caso si fosse scatenata una guerra comune contro tutti i protestanti. Questi accordi speciali a favore di Filippo portarono però a distruggere l'immagino del langravio quale guida della fazione protestante; divenne oggetto di sospetti e, benché la lega di Smalcalda continuasse ad esistere guadagnando nuovi aderenti negli anni successivi, il suo potere reale era ormai terminato. In una situazione in cui tra i principi secolari dell'impero solo due, Alberto di Meclemburgo ed Enrico V di Brunswick-Lüneburg, erano ancora fedeli alla religione cattolica, sarebbe bastata un'azione comune per portare facilmente al successo della causa protestante. Questa comunanza d'interessi non venne però mai raggiunta: Maurizio di Sassonia e Gioacchino II di Brandeburgo non si unirono mai alla lega di Smalcalda, Kleve venne invasa dalle truppe imperiali ed il protestantesimo venne soppresso a Metz.
Nel 1543, i dissensi interni alla lega obbligarono Filippo I a rassegnare le dimissioni dalla sua posizione di guida e lo portarono a pensare seriamente allo scioglimento della stessa. Filippo ripose quindi la sua fiducia nella buona fede dell'imperatore, acconsentendo ad aiutarlo contro i francesi ed i turchi. Alla dieta di Spira del 1544 egli supportò la politica di Carlo V con grande eloquenza, tanto che il vescovo di Augusta affermò che era stato ispirato dallo Spirito Santo, mentre l'imperatore decise di nominarlo comandante in capo nella prossima guerra contro i turchi.

### Ripresa delle ostilità con Carlo V
La situazione cambiò velocemente e Filippo I d'Assia venne nuovamente messo dalla parte dell'opposizione dalla pace di Crespy, che gli aprì gli occhi sul pericolo che stava correndo la causa protestante. Egli impedì così al duca cattolico Enrico di Brunswick di prendere con la forza il possesso dei suoi domini. Tentò inoltre di instaurare una nuova alleanza tra principi tedeschi contro l'Austria, pregando i suoi membri di impedire che venissero accettati i decreti del preannunciato concilio di Trento; quando fallì in questo suo intento, cercò di assicurarsi la neutralità della Baviera in una possibile guerra contro i protestanti e propose di creare una nuova lega protestante che prendesse il posto della lega di Smalcalda.
Ma tutti questi progetti, come pure una paventata coalizione con gli svizzeri, vennero impediti dalla gelosia esistente tra il duca Maurizio di Sassonia e l'elettore di Sassonia. Timoroso che questi piani potessero ottenere il successo, l'imperatore invitò Filippo ad un colloquio a Spira, dove egli parlò apertamente, formulando anche delle critiche alle politiche dell'impero, e fu subito evidente che la pace non poteva più essere mantenuta. Quattro mesi più tardi, il 20 luglio 1546, fu pronunciato un decreto imperiale di bando nei confronti di Filippo I d'Assia e dell'elettore Giovanni Federico, in quanto ribelli e traditori recidivi. Diretta conseguenza di questo atto fu la guerra smalcaldica, che si risolse in modo sfavorevole per i protestanti: la sconfitta a Mühlberg e la cattura dell'elettore determinarono la caduta della lega di Smalcalda.
Disperato, Filippo, che aveva iniziato dei negoziati con l'imperatore, decise di rimettersi completamente alla sua misericordia, a patto che i suoi diritti territoriali non venissero compromessi e che egli non venisse imprigionato. Queste condizioni non vennero però rispettate ed il 23 giugno 1547 entrambi i leader della lega vennero confinati in Germania meridionale e trattenuti come prigionieri.

### Imprigionamento di Filippo ed interregno in Assia

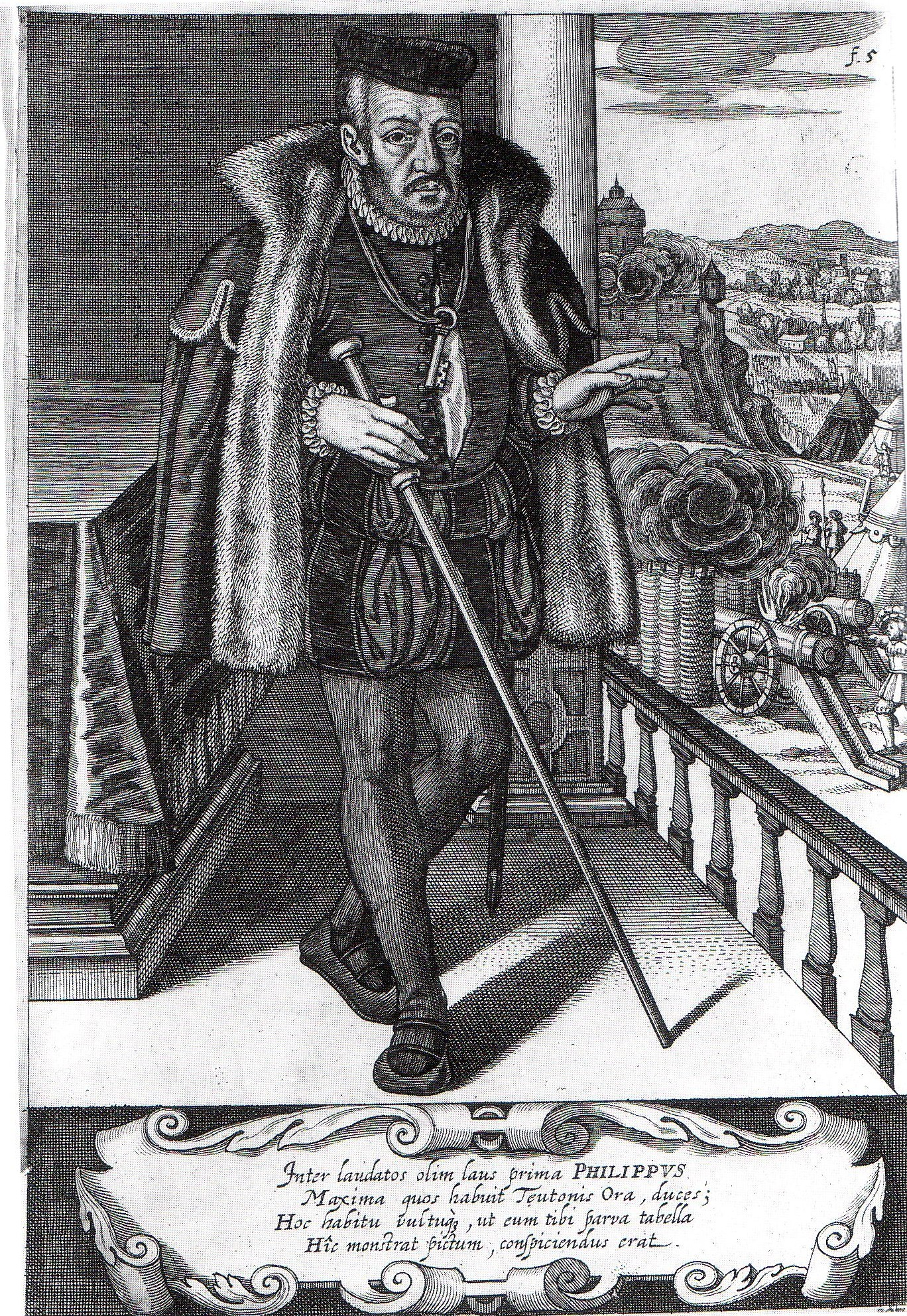
Filippo I d'Assia, in un'incisione di Matthäus Merian

L'imprigionamento di Filippo causò numerose difficoltà alla Chiesa in Assia, in precedenza organizzata dal langravio e da Martin Bucer; la regione era stata progressivamente convertita al protestantesimo, anche se il culto pubblico non manifestava ancora omogeneità ed i dogmi non erano applicati rigorosamente, tanto che erano presenti numerose sette religiose. In questo periodo venne introdotto l'Interim di Augusta, che sanzionava gli usi e le pratiche cattoliche.
Filippo stesso scrisse dal suo carcere per promuovere l'accettazione dell'Interim, soprattutto perché la sua scarcerazione dipendeva proprio da questo. Dal momento che i principi di libertà di predicazione del Vangelo e di giustificazione per la sola fede erano stati accolti dall'Interim, le altre questioni sembravano a Filippo d'importanza secondaria. Mentre si trovava in carcere egli lesse dei testi controversi di letteratura cattolica, partecipò alla messa e fu molto colpito dai suoi studi sui padri della Chiesa. Il clero assiano, comunque, si oppose strenuamente all'introduzione dell'Interim di Augusta ed il governo a Kassel si rifiutò di obbedire alle istruzioni del langravio. Nel frattempo la sua prigionia venne resa più amara dalle informazioni che riceveva concernenti la situazione dell'Assia, ed il rigore del suo confino venne incrementato dopo che egli fece un tentativo di fuga. Fu solo nel 1552 che la pace di Passavia restituì a Filippo I la tanto desiderata libertà e, il 12 settembre, entrò nuovamente nella sua capitale, Kassel.

### Ultimi anni
Benché Filippo fosse ora impegnato nel restaurare l'ordine nei suoi territori, nuovi leader arrivarono alla ribalta: Maurizio di Sassonia e Cristoforo di Württemberg; Filippo non desiderava più assumersi la guida del partito protestante, infatti le sue energie erano interamente dedicate a trovare dei termini per degli accordi tra protestanti e cattolici. Sotto le sue direttive, i suoi teologi furono in prima fila nelle varie conferenze con i rappresentanti dei cattolici per cercare di trovare delle basi di lavoro comuni per una riunione delle due Chiese.
Filippo I fu molto contrariato dai conflitti interni che nacquero dopo la morte di Martin Lutero tra i suoi seguaci ed i discepoli di Filippo Melantone; egli era invece instancabile nel promuovere la necessità di una maggior tolleranza reciproca tra calvinisti e luterani e fino all'ultimo accarezzò la speranza di una grande confederazione protestante, tanto che, con questo fine in mente, egli mantenne relazioni amichevoli con gli ugonotti e con Elisabetta I d'Inghilterra.
Filippo I d'Assia fornì aiuti finanziari agli ugonotti ed inviò truppe assiane a combattere al loro fianco nelle guerre civili religiose francesi, contribuendo così alla dichiarazione di tolleranza di Amboise, del marzo 1563. Diede una struttura definitiva alla Chiesa assiana con la grande agenda del 1566-1567. Con il suo testamento datato 1562, obbligò i figli ad attenersi ai dettami della Confessione augustana e al concordato di Wittenberg; allo stesso tempo li esortò ad impegnarsi per una riconciliazione di cattolici e protestanti, se le circostanze e le opportunità lo avessero permesso.
Alla sua morte i suoi territori vennero suddivisi tra i quattro figli maschi avuti dalla prima moglie: l'Assia-Kassel a Guglielmo IV, l'Assia-Marburg a Luigi IV, l'Assia-Rheinfels a Filippo II e l'Assia-Darmstadt a Giorgio I.

## Matrimoni e discendenza
Filippo sposò a Dresda, l'11 dicembre 1523, Cristina di Sassonia, figlia del duca Giorgio di Sassonia; da questo matrimonio nacquero dieci figli:
- Agnese (31 maggio 1527 – 4 novembre 1555); il 9 gennaio 1541, a Marburgo, sposò l'elettore Maurizio di Sassonia; in seconde nozze sposò, il 26 maggio 1555 a Weimar, il duca Giovanni Federico II di Sassonia;
- Anna d'Assia (26 ottobre 1529 – 10 luglio 1591); il 24 febbraio 1544 sposò il conte Volfango del Palatinato-Zweibrücken;
- Guglielmo IV d'Assia-Kassel (24 giugno 1532 – 25 agosto 1592);
- Filippo Ludovico: morì in giovane età nel 1535;
- Barbara d'Assia (8 aprile 1536 – 8 giugno 1597); sposò il duca Giorgio I di Württemberg-Mömpelgard a Reichenweier il 10 settembre 1555; fu suo secondo marito il conte Daniele di Waldeck, sposato a Kassel l'11 novembre 1568;
- Luigi IV d'Assia-Marburg (27 maggio 1537 – 9 ottobre 1604);
- Elisabetta d'Assia (13 febbraio 1539 – 14 marzo 1582); l'8 luglio 1560 sposò Ludovico VI del Palatinato;
- Filippo II d'Assia-Rheinfels (22 aprile 1541 – 20 novembre 1583);
- Cristina d'Assia (29 giugno 1543 – 13 maggio 1604); sposò a Gottorp, il 17 dicembre 1564, il duca Adolfo di Holstein-Gottorp;
- Giorgio I d'Assia-Darmstadt (10 settembre 1547 – 7 febbraio 1596).

Il 4 marzo 1540 egli sposò morganaticamente Margarethe von der Saale, in condizioni di bigamia, dato che era ancora sposato con Cristina di Sassonia; da Margarethe ebbe altri nove figli, che assunsero il titolo di conti e contesse di Dietz:
- Filippo (12 marzo 1541 – 10 giugno 1569);
- Ermanno (12 febbraio 1542 – circa 1568);
- Cristoforo Ernesto (16 luglio 1543 – 20 aprile 1603);
- Margherita (14 ottobre 1544 – 1608); sposò a Kassel, il 3 ottobre 1567, il conte Gianni Bernardo di Eberstein; il 10 agosto 1577 sposò a Frauenberg il conte Stefano Enrico di Everstein;
- Alberto (10 marzo 1546 – 3 ottobre 1569);
- Filippo Corrado (29 settembre 1547 – 25 maggio 1569);
- Maurizio (8 giugno 1553 – 23 gennaio 1575);
- Ernesto (12 agosto 1554 – 1570);
- Anna, morta giovane nel 1558.

## Ascendenza
|                                   |                                   |                                       | Genitori                              |  |  | Nonni |  |  | Bisnonni            |  |  | Trisnonni          |  |
|                                   |                                   |                                       |                                       |  |  |       |  |  | Ludovico I di Assia |  |  | Ermanno II d'Assia |  |
|                                   |                                   |                                       |                                       |  |  |       |  |  | Ludovico I di Assia |  |  | Ermanno II d'Assia |  |
|                                   |                                   | Margherita di Hohenzollern-Norimberga |                                       |  |  |       |  |  | Ludovico I di Assia |  |  |                    |  |
| Luigi II d'Assia                  |                                   |                                       |                                       |  |  |       |  |  | Ludovico I di Assia |  |  |                    |  |
|                                   |                                   | Anna di Sassonia                      | Federico I di Sassonia                |  |  |       |  |  |                     |  |  |                    |  |
|                                   |                                   | Anna di Sassonia                      | Federico I di Sassonia                |  |  |       |  |  |                     |  |  |                    |  |
|                                   |                                   | Anna di Sassonia                      | Caterina di Brunswick-Lüneburg        |  |  |       |  |  |                     |  |  |                    |  |
| Guglielmo II d'Assia              |                                   | Anna di Sassonia                      |                                       |  |  |       |  |  |                     |  |  |                    |  |
|                                   |                                   | Ludovico I di Württemberg-Urach       | Eberardo IV di Württemberg            |  |  |       |  |  |                     |  |  |                    |  |
|                                   |                                   | Ludovico I di Württemberg-Urach       | Eberardo IV di Württemberg            |  |  |       |  |  |                     |  |  |                    |  |
|                                   |                                   | Ludovico I di Württemberg-Urach       | Enrichetta di Mömpelgard              |  |  |       |  |  |                     |  |  |                    |  |
| Matilde di Württemberg-Urach      |                                   | Ludovico I di Württemberg-Urach       |                                       |  |  |       |  |  |                     |  |  |                    |  |
|                                   |                                   | Matilde del Palatinato                | Ludovico III del Palatinato           |  |  |       |  |  |                     |  |  |                    |  |
|                                   |                                   | Matilde del Palatinato                | Ludovico III del Palatinato           |  |  |       |  |  |                     |  |  |                    |  |
|                                   |                                   | Matilde del Palatinato                | Matilde di Savoia                     |  |  |       |  |  |                     |  |  |                    |  |
| Filippo I d'Assia                 |                                   | Matilde del Palatinato                |                                       |  |  |       |  |  |                     |  |  |                    |  |
|                                   | Enrico IV di Meclemburgo-Schwerin | Giovanni IV di Meclemburgo-Schwerin   |                                       |  |  |       |  |  |                     |  |  |                    |  |
|                                   | Enrico IV di Meclemburgo-Schwerin | Giovanni IV di Meclemburgo-Schwerin   |                                       |  |  |       |  |  |                     |  |  |                    |  |
|                                   | Enrico IV di Meclemburgo-Schwerin | Caterina di Sassonia-Lauenburg        |                                       |  |  |       |  |  |                     |  |  |                    |  |
| Magnus II di Meclemburgo-Schwerin | Enrico IV di Meclemburgo-Schwerin |                                       |                                       |  |  |       |  |  |                     |  |  |                    |  |
|                                   |                                   | Dorotea di Brandeburgo                | Federico I di Brandeburgo             |  |  |       |  |  |                     |  |  |                    |  |
|                                   |                                   | Dorotea di Brandeburgo                | Federico I di Brandeburgo             |  |  |       |  |  |                     |  |  |                    |  |
|                                   |                                   | Dorotea di Brandeburgo                | Elisabetta di Baviera-Landshut        |  |  |       |  |  |                     |  |  |                    |  |
| Anna di Meclemburgo-Schwerin      |                                   | Dorotea di Brandeburgo                |                                       |  |  |       |  |  |                     |  |  |                    |  |
|                                   |                                   | Eric II di Pomerania-Wolgast          | Wartislaw IX di Pomerania-Wolgast     |  |  |       |  |  |                     |  |  |                    |  |
|                                   |                                   | Eric II di Pomerania-Wolgast          | Wartislaw IX di Pomerania-Wolgast     |  |  |       |  |  |                     |  |  |                    |  |
|                                   |                                   | Eric II di Pomerania-Wolgast          | Sofia di Sassonia-Lauenburg-Ratzeburg |  |  |       |  |  |                     |  |  |                    |  |
| Sofia di Pomerania-Wolgast        |                                   | Eric II di Pomerania-Wolgast          |                                       |  |  |       |  |  |                     |  |  |                    |  |
|                                   |                                   | Sofia di Pomerania-Stolp              | Bogislaw IX di Pomerania-Stolp        |  |  |       |  |  |                     |  |  |                    |  |
|                                   |                                   | Sofia di Pomerania-Stolp              | Bogislaw IX di Pomerania-Stolp        |  |  |       |  |  |                     |  |  |                    |  |
|                                   |                                   | Sofia di Pomerania-Stolp              | Maria di Masovia                      |  |  |       |  |  |                     |  |  |                    |  |
|                                   |                                   | Sofia di Pomerania-Stolp              |                                       |  |  |       |  |  |                     |  |  |                    |  |